# Cheiraster hirsutus
Cheiraster hirsutus är en sjöstjärneart som först beskrevs av Studer 1884.  Cheiraster hirsutus ingår i släktet Cheiraster och familjen nålsjöstjärnor. Inga underarter finns listade i Catalogue of Life.